# Let Me Go (bài hát của Avril Lavigne)
"Let Me Go" là một bài hát của ca sĩ-nhạc sĩ người Canada Avril Lavigne, phát hành như là đĩa đơn thứ ba trích từ album phòng thu thứ năm mang chính cô (2013) vào ngày 15 tháng 10 năm 2013. Bài hát còn có sự góp giọng từ chồng của Avril Lavigne, Chad Kroeger, thủ lĩnh ban nhạc Nickelback và được viết bởi Lavigne và Kroeger bên cạnh David Hodges, với phần sản xuất được thực hiện bởi Kroeger và Hodges. Đây là đĩa đơn đầu tiên trong sự nghiệp mà nữ ca sĩ hợp tác cùng một ca sĩ khác. "Let Me Go" là một bản ballad trên tiếng đàn piano, với nội dung nói về việc Lavigne đau đớn hồi tưởng về một tình yêu không thành.
Các nhà phê bình âm nhạc đã có những đánh giá trái chiều về bài hát, một số người gọi nó là "một bản song ca quái vật", và những người khác không thích giọng hát Kroeger trong ca khúc. Về mặt thương mại, "Let Me Go" nhận được những thành công ít ỏi trên các bảng xếp hạng, khi đạt vị trí thứ 78 trên bảng xếp hạng Billboard Hot 100, và đạt vị trí thứ 12 trên bảng xếp hạng Canadian Hot 100. Video ca nhạc của bài hát được phát hành vào ngày 15 tháng 10 năm 2013, trong đó Lavigne diện đầm đen quyến rũ, vừa hát vừa nhớ về mối tình đã qua. MV còn xuất hiện một người đàn ông lớn tuổi, muốn tìm lại quá khứ khi chơi guitar. Chad Kroeger không phải ai khác mà chính là hiện thân thời thanh xuân của người đàn ông nọ sau khi quay ngược thời gian.

## Danh sách bài hát và định dạng
Tải kĩ thuật số
1. "Let Me Go" – 4:27

Đĩa đơn CD tại Đài Loan
1. "Let Me Go" (Radio) – 3:57
2. "Let Me Go" – 4:27
3. "Let Me Go" (không lời) – 4:27

## Xếp hạng và chứng nhận

### Xếp hạng tuần
| Bảng xếp hạng (2013–14)                                | Vị trí cao nhất |
| ------------------------------------------------------ | --------------- |
| Úc (ARIA)                                              | 77              |
| Áo (Ö3 Austria Top 40)                                 | 32              |
| Bỉ (Ultratip Flanders)                                 | 7               |
| Bỉ (Ultratip Wallonia)                                 | 16              |
| Brazil (Billboard Brasil Hot 100)                      | 1               |
| Brazil Hot Pop Songs                                   | 19              |
| Canada (Canadian Hot 100)                              | 12              |
| LỖI: PHẢI CUNG CẤP year CHO BẢNG XẾP HẠNG Cộng hòa Séc | 8               |
| Pháp (SNEP)                                            | 168             |
| Trường songid là BẮT BUỘC CHO BẢNG XẾP HẠNG ĐỨC        | 63              |
| South Korea (Gaon International Digital Chart)         | 5               |
| Thụy Sĩ (Schweizer Hitparade)                          | 63              |
| Taiwan (Five Music Western Chart)                      | 2               |
| UK Singles (Official Charts Company)                   | 66              |
| Hoa Kỳ Billboard Hot 100                               | 78              |
| Hoa Kỳ Adult Pop Airplay (Billboard)                   | 20              |
| Hoa Kỳ Digital Song Sales (Billboard)                  | 36              |

### Chứng nhận
| Quốc gia              | Chứng nhận | Số đơn vị/doanh số chứng nhận |
| --------------------- | ---------- | ----------------------------- |
| Canada (Music Canada) | Vàng       | 40,000^                       |

## Lịch sử phát hành
| Nước     | Ngày                 | Định dạng              | Nhãn                     |
| -------- | -------------------- | ---------------------- | ------------------------ |
| Ý        | 11 tháng 10 năm 2013 | Contemporary hit radio | Sony Music               |
| Toàn cầu | 15 tháng 10 năm 2013 | Tải kĩ thuật số        | Sony Music, Epic Records |
| Đài Loan | 27 tháng 12 năm 2013 | CD                     | Sony Music               |